# Го Ихань
Го Ихань (кит. 郭羿含, пиньинь Guō Yìhán; род. 2 июня 1975 года, сельская волость Чанчжи, уезд Пиндун, Тайвань) — тайваньская тяжелоатлетка, член национальной сборной Тайваня. Бронзовый призёр Олимпийских игр 2000 года в Сиднее в категории до 75 кг.
Первоначально занималась лёгкой атлетикой (спринтерские дистанции). На второй год нахождения в национальной сборной начала также заниматься тяжёлой атлетикой. На третий год в команде полностью сосредоточилась на тяжёлой атлетике.
В мае 1997 года на проходящих в Пусане Вторых Восточно-Азиатских играх подняла 212,5 кг и завоевала серебряную медаль. В июле этого же года на кубке Азии завоевала бронзовую медаль, подняв в сумме 215 кг. В августе на проходивших в Лахти Всемирных играх выиграла золотую медаль с результатом 217,5 кг.
На Олимпийских играх 2000 года в Сиднее подняла в сумме 245 кг (рывок — 107,5 кг, толчок — 137,5 кг). Аналогичный вес подняли колумбийская спортсменка Мария Исабель Уррутия и нигерийская — Рут Огбейфо. Однако, так как собственный вес Го Ихань был больше, чем у соперниц, она получила только бронзовую медаль.
В 2001 году на Спартакиаде народов КНР завоевала золотую медаль и после этого закончила спортивную карьеру. Однако в 2007 году вернулась в большой спорт и выиграла ещё одну золотую медаль на Спартакиаде подняв в сумме 209 кг (94 + 115).